# اسحاق‌زی
اسحاقزهی (اسحاق زایی. ساقزی. سقزی) یکی از طوایف ابدالی پشتون افغاناست. طایفه اسحاق زهی در سه کشور افغانستان، ایران، پاکستان زندگی می‌کنند. اما هسته اولیه و پایگاه مرکزی باستانی آنان بنابر گفته کتاب سیستان نویسنده جی پی تیت، قلعه لاش جوین ولایت فراه می‌باشد این طایفه به چهار تیره بزرگ تقسیم می‌شود:
1. مندیزهی
2. ایدوزهی
3. هوازهی
4. فیروزهی

هر کدام از این تیره‌ها به ده‌ها تیره کوچک‌تر تقسیم می‌شود. اسحاق زهی‌ها در ایران در استان گلستان. سیستان (زابل. زهک. میلک) بلوچستان (زاهدان…)و در افغانستان در (نیمروز. هلمند و فراه و…)زندگی می‌کنند.
هر کدام از این تیره‌ها به ده‌ها تیره کوچک‌تر تقسیم می‌شود. اسحاق زهی‌ها در ایران در استان گلستان. سیستان بلوچستان و اکثریت در افغانستان در نیمروز. هلمند و فراه و… زندگی می‌کنند.